# Coppa del Mondo di skeleton 2012
La Coppa del Mondo di skeleton 2011/12, ventiseiesima edizione della manifestazione organizzata dalla Federazione Internazionale di Bob e Skeleton,  è iniziata il 2 dicembre 2011 ad Igls, in Austria e si è conclusa il 10 febbraio 2012 a Calgary, in Canada. Furono disputate diciotto gare: otto per quanto concerne gli uomini, altrettante per le donne e due a squadre miste in otto località diverse. 
Questa Coppa del Mondo si è svolta come di consueto in parallelo alla Coppa del Mondo di bob.
Nel corso della stagione si tennero anche i campionati mondiali di Lake Placid 2012, negli Stati Uniti d'America, competizioni non valide ai fini della Coppa del Mondo, mentre la tappa di Altenberg assegnò anche i titoli europei.
Vincitori delle coppe di cristallo, trofeo conferito ai vincitori del circuito, furono il lettone Martins Dukurs per gli uomini il quale, vincendo otto gare sulle nove disponibili, si confermò al vertice per la terza volta consecutiva, e la britannica Shelley Rudman per le donne, alla sua prima affermazione dopo essersi piazzata seconda nelle tre precedenti stagioni.

## Risultati

### Uomini
| Data             | Località             | Primi classificati      | Secondi classificati                                | Terzi classificati            |
| ---------------- | -------------------- | ----------------------- | --------------------------------------------------- | ----------------------------- |
| 3 dicembre 2011  | Igls                 | Martins Dukurs Lettonia | Aleksandr Tret'jakov Russia                         | Tomass Dukurs Lettonia        |
| 9 dicembre 2011  | La Plagne            | Martins Dukurs Lettonia | Tomass Dukurs Lettonia                              | Aleksandr Tret'jakov Russia   |
| 16 dicembre 2011 | Winterberg           | Martins Dukurs Lettonia | Frank Rommel Germania                               | Aleksandr Tret'jakov Russia   |
| 6 gennaio 2012   | Altenberg            | Martins Dukurs Lettonia | Tomass Dukurs Lettonia                              | Alexander Kröckel Germania    |
| 14 gennaio 2012  | Schönau am Königssee | Frank Rommel Germania   | Alexander Kröckel Germania                          | Matthias Guggenberger Austria |
| 21 gennaio 2012  | Sankt Moritz         | Martins Dukurs Lettonia | Ben Sandford Nuova Zelanda                          | Matthew Antoine Stati Uniti   |
| 4 febbraio 2012  | Whistler             | Martins Dukurs Lettonia | Frank Rommel Germania e Aleksandr Tret'jakov Russia | non assegnato                 |
| 10 febbraio 2012 | Calgary              | Martins Dukurs Lettonia | Aleksandr Tret'jakov Russia                         | Frank Rommel Germania         |

### Donne
| Data             | Località             | Prime classificate            | Seconde classificate         | Terze classificate                            |
| ---------------- | -------------------- | ----------------------------- | ---------------------------- | --------------------------------------------- |
| 2 dicembre 2011  | Igls                 | Ol'ga Potylicyna Russia       | Emma Lincoln-Smith Australia | Mellisa Hollingsworth Canada                  |
| 10 dicembre 2011 | La Plagne            | Mellisa Hollingsworth Canada  | Annie O'Shea Stati Uniti     | Katie Uhlaender Stati Uniti                   |
| 16 dicembre 2011 | Winterberg           | Amy Gough Canada              | Katharina Heinz Germania     | Marion Thees Germania                         |
| 7 gennaio 2012   | Altenberg            | Anja Huber Germania           | Katharina Heinz Germania     | Shelley Rudman Regno Unito                    |
| 13 gennaio 2012  | Schönau am Königssee | Shelley Rudman Regno Unito    | Marion Thees Germania        | Mellisa Hollingsworth Canada                  |
| 20 gennaio 2012  | Sankt Moritz         | Elizabeth Yarnold Regno Unito | Shelley Rudman Regno Unito   | Katharina Heinz Germania                      |
| 3 febbraio 2012  | Whistler             | Mellisa Hollingsworth Canada  | Lucy Chaffer Germania        | Shelley Rudman Regno Unito                    |
| 9 febbraio 2012  | Calgary              | Elizabeth Yarnold Regno Unito | Anja Huber Germania          | Shelley Rudman Regno Unito e Amy Gough Canada |

### A squadre
| Data            | Località             | Prima classificata                                                                                    | Seconda classificata                                                                                          | Terza classificata                                                                                                  |
| --------------- | -------------------- | --- | --- | --- |
| 3 dicembre 2011 | Igls                 | Frank Rommel Sandra Kiriasis Stephanie Schneider Anja Huber Maximilian Arndt Jan Speer Germania-1     | Alexander Kröckel Anja Schneiderheinze Christin Senkel Marion Thees Manuel Machata Michail Makarow Germania-2 | Aleksandr Tret'jakov Ol'ga Fëdorova Julija Timofeeva Ol'ga Potylicyna Aleksandr Kas'janov Maksim Mokrousov Russia-1 |
| 14 gennaio 2012 | Schönau am Königssee | Alexander Kröckel Sandra Kiriasis Berit Wiacker Marion Thees Benjamin Schmid Richard Adjei Germania-2 | Frank Rommel Anja Schneiderheinze Lisette Thöne Anja Huber Manuel Machata Michail Makarow Germania-1          | Michael Douglas Kaillie Humphries Heater Hughes Mellisa Hollingsworth Lyndon Rush Cody Sorensen Canada-1            |

## Classifiche

### Uomini
| Pos. | Nome pilota           | Nazione     | IGL | LAP | WIN | ALT | KÖN | STM | WHI | CAL | Punti |
| ---- | --------------------- | ----------- | --- | --- | --- | --- | --- | --- | --- | --- | ----- |
| 1    | Martins Dukurs        | Lettonia    | 1   | 1   | 1   | 1   | 6   | 1   | 1   | 1   | 1751  |
| 2    | Frank Rommel          | Germania    | 4   | 5   | 2   | 4   | 1   | 4   | 2   | 3   | 1605  |
| 3    | Tomass Dukurs         | Lettonia    | 3   | 2   | 7   | 2   | 7   | 4   | 5   | 4   | 1524  |
| 4    | Aleksandr Tret'jakov  | Russia      | 2   | 3   | 3   | 6   | 5   | 22  | 2   | 2   | 1446  |
| 5    | Alexander Kröckel     | Germania    | 6   | 7   | 8   | 3   | 2   | 19  | 4   | 8   | 1340  |
| 6    | Alexander Gassner     | Germania    | 9   | 8   | 6   | 5   | 11  | 10  | 7   | 10  | 1264  |
| 7    | Kristan Bromley       | Regno Unito | 5   | 6   | 4   | 14  | 9   | 7   | 9   | 14  | 1248  |
| 8    | Sergej Čudinov        | Russia      | 10  | 9   | 11  | 7   | 10  | 14  | 13  | 7   | 1144  |
| 9    | Matthew Antoine       | Stati Uniti | 10  | 4   | 19  | 21  | 4   | 3   | 14  | 9   | 1128  |
| 9    | Matthias Guggenberger | Austria     | 16  | 13  | 13  | 9   | 3   | 11  | 6   | 12  | 1128  |

### Donne
| Pos. | Nome pilota           | Nazione     | IGL | LAP | WIN | ALT | KÖN | STM | WHI | CAL | Punti |
| ---- | --------------------- | ----------- | --- | --- | --- | --- | --- | --- | --- | --- | ----- |
| 1    | Shelley Rudman        | Regno Unito | 5   | 6   | 14  | 3   | 1   | 2   | 3   | 3   | 1507  |
| 2    | Marion Thees          | Germania    | 9   | 5   | 3   | 4   | 2   | 4   | 5   | 10  | 1458  |
| 3    | Anja Huber            | Germania    | 4   | 4   | 22  | 1   | 4   | 5   | 4   | 2   | 1443  |
| 4    | Mellisa Hollingsworth | Canada      | 3   | 1   | 13  | 5   | 3   | 16  | 1   | 5   | 1434  |
| 5    | Katharina Heinz       | Germania    | 13  | 11  | 2   | 2   | 6   | 3   | 8   | 13  | 1332  |
| 6    | Amy Gough             | Canada      | 11  | 12  | 1   | 7   | 11  | 8   | 7   | 3   | 1321  |
| 7    | Lucy Chaffer          | Australia   | 6   | 14  | -   | 10  | 7   | 10  | 2   | 5   | 1138  |
| 8    | Annie O'Shea          | Stati Uniti | 7   | 2   | 9   | 12  | 18  | 18  | 9   | 9   | 1122  |
| 9    | Emma Lincoln-Smith    | Australia   | 2   | 13  | 11  | 8   | 8   | 12  | 17  | 14  | 1114  |
| 10   | Sarah Reid            | Canada      | 10  | 8   | 8   | 14  | 17  | 16  | 6   | 7   | 1104  |